# Лис, Марина Александровна
Марина Александровна Лис (род. 25 августа 1977) — белорусская футболистка, нападающая, тренер. Выступала за сборную Белоруссии. Мастер спорта РБ.

## Биография
Большую часть игровой карьеры провела в клубах Белоруссии. Неоднократная чемпионка и призёр чемпионата страны, обладательница Кубка Белоруссии и Суперкубка страны. В том числе побеждала в национальном чемпионате в составе «Бобруйчанки» (1999—2002), витебского «Университета-Двина» (2005). Участница матчей Лиги чемпионов (ранее — Кубка УЕФА). В 2007 году в составе клуба «Зорка-БДУ» (Минск) забила 41 гол в чемпионате, что являлось клубным рекордом. В последнем сезоне в карьере, в 2010 году забила 19 голов в 22 матчах и заняла третье место в споре снайперов лиги.
Также выступала за границей — в немецком клубе «Турбине» (Потсдам) и российской «Ладе» (Тольятти).
Более 10 лет выступала за сборную Белоруссии. Автор хет-трика в 2010 году в ворота сборной Македонии (6:0).
В последние годы игровой карьеры начала работать детским тренером. С 2011 года по конец 2012 года — главный тренер женского футбольного клуба «Зорка-БДУ», под её руководством клуб занял второе (2011) и третье (2012) место в чемпионате, стал финалистом (2011) и обладателем (2012) Кубка страны. В 2011 году избрана в состав консультативного комитета по женскому футболу АБФФ. Позднее работала тренером молодёжной и юниорской женских сборных Белоруссии. Имеет тренерскую лицензию «А».
Окончила БГУФК (1998).